# هارالد اریکسون
هارالد اریکسون (انگلیسی: Harald Eriksson؛ ۲۲ سپتامبر ۱۹۲۱ – ۲۰ مه ۲۰۱۵ (aged 83)) ورزشکار اسکی صحرانوردی اهل سوئد بود.
وی در مسابقات کشوری و بین‌المللی در مجموع برندهٔ ۱ مدال نقره شده‌است.